# 館澤亨次
館澤 亨次（たてざわ りょうじ、1997年5月16日 - ）は、日本の陸上競技選手。専門は中距離走・長距離走。埼玉栄高校卒業、東海大学体育学部卒業。DeNAアスレティックスエリート所属。

## 来歴・人物
埼玉栄高校3年時に全国高校駅伝1区で区間6位の好走。東海大学進学後は初年度から大学三大駅伝すべてに出場し、全日本大学駅伝では区間賞を獲得した。
トラックでは1500mを主戦場とし、2年時は関東インカレ、学生個人選手権と立て続けに優勝。第101回日本選手権1500mでも優勝を果たした。
3年時は第102回日本選手権1500mで連覇を果たすと、日本インカレ1500mでも優勝。
4年時はアジア選手権1500mで5位入賞。ユニバーシアードでは5000mで5位入賞。その後右太腿の裏の筋断裂が判明し駅伝シーズンは出遅れるものの、第96回箱根駅伝では「12月になっても唯一担当が決まっていなかった」6区に滑り込みで担当が決まり、従来の区間記録を40秒も更新する57分17秒の区間新記録を樹立した。
横浜DeNAランニングクラブ所属初年度の第104回日本選手権1500mでは自身3回目の優勝を果たす。陸上競技部の活動縮小に伴い、2021年よりDeNAアスレティックスエリート所属となる。
2025年4月1日付でSGホールディングス陸上競技部に加入した。

## 成績

### 主な戦績
| 年   | 大会                                 | 種目（区間）  | 順位      | 記録       | 備考         |
| ---- | ------------------------------------ | ------------- | --------- | ---------- | ------------ |
| 2013 | 第18回全国都道府県対抗男子駅伝       | 2区（3.0km）  | 区間20位  | 8分46秒    |              |
| 2015 | 第66回全国高等学校駅伝競走大会       | 1区（10.0km） | 区間6位   | 29分33秒   |              |
| 2016 | 第64回兵庫リレーカーニバル           | 10000m        | 20位      | 29分50秒67 |              |
| 2016 | ホクレンディスタンスチャレンジ       | 5000m         | 2位       | 13分48秒89 |              |
| 2016 | 第85回日本学生陸上競技対校選手権大会 | 5000m         | 14位      | 14分18秒46 |              |
| 2017 | 第22回全国都道府県対抗男子駅伝       | 3区（8.5km）  | 区間2位   | 24分24秒   | 神奈川県代表 |
| 2017 | 第27回金栗記念選抜中・長距離熊本大会 | 1500m         | 2位       | 3分47秒49  |              |
| 2017 | 第51回織田幹雄記念国際陸上競技大会   | 5000m         | 11位      | 14分06秒19 |              |
| 2017 | 第28回ゴールデンゲームズinのべおか   | 1500m         | 優勝      | 3分43秒16  |              |
| 2017 | 第96回関東学生陸上競技対校選手権大会 | 1500m         | 優勝      | 3分46秒25  | 男子1部      |
| 2017 | 2017日本学生陸上競技個人選手権大会   | 1500m         | 優勝      | 3分47秒18  |              |
| 2017 | 2017日本学生陸上競技個人選手権大会   | 5000m         | 4位       | 14分08秒62 |              |
| 2017 | 第101回日本陸上競技選手権大会        | 1500m         | 優勝      | 3分49秒73  |              |
| 2017 | 第86回日本学生陸上競技対校選手権大会 | 1500m         | 6位       | 4分01秒97  |              |
| 2017 | 第86回日本学生陸上競技対校選手権大会 | 5000m         | 5位       | 13分52秒98 |              |
| 2018 | 第66回兵庫リレーカーニバル           | 1500m         | 2位       | 3分47秒06  |              |
| 2018 | 第29回ゴールデンゲームズinのべおか   | 1500m         | 優勝      | 3分42秒16  |              |
| 2018 | ゴールデングランプリ陸上             | 1500m         | 5位       | 3分40秒49  |              |
| 2018 | 第97回関東学生陸上競技対校選手権大会 | 800m          | 7位（sf） | 1分53秒94  |              |
| 2018 | 第97回関東学生陸上競技対校選手権大会 | 1500m         | 優勝      | 3分51秒30  |              |
| 2018 | 第102回日本陸上競技選手権大会        | 1500m         | 優勝      | 3分52秒62  |              |
| 2018 | ナイトオブアスレチックス             | 1500m         | 14位      | 3分45秒79  |              |
| 2018 | 第18回アジア競技大会                 | 1500m         | 9位       | 3分49秒40  |              |
| 2018 | 第87回日本学生陸上競技対校選手権大会 | 1500m         | 優勝      | 3分46秒28  |              |

### 大学駅伝戦績
| 学年               | 出雲駅伝                    | 全日本大学駅伝                        | 箱根駅伝                              |
| ------------------ | --------------------------- | ------------------------------------- | ------------------------------------- |
| 1年生 （2016年度） | 第28回 2区-区間2位 16分34秒 | 第48回 3区-区間賞 27分15秒            | 第93回 5区-区間13位 1時間15分54秒     |
| 2年生 （2017年度） | 第29回 2区-区間2位 16分07秒 | 第49回 3区-区間賞 27分02秒            | 第94回 8区-区間2位 1時間06分17秒      |
| 3年生 （2018年度） | 第30回 2区-区間2位 16分29秒 | 第50回 3区-区間賞 34分09秒 区間新記録 | 第95回 4区-区間2位 1時間02分37秒      |
| 4年生 （2019年度） | 第31回 出走なし             | 第51回 出走なし                       | 第96回 6区-区間賞 57分17秒 区間新記録 |